# Première bataille d'Ypres
Pour les articles homonymes, voir Bataille d'Ypres et Ypres (homonymie).
Première Guerre mondiale
Batailles
Front d'Europe de l’Ouest
- Liège (8-1914)
- Namur (8-1914)
- Frontières (8-1914)
- Anvers (9-1914)
- Grande Retraite (9-1914)
- Marne (9-1914)
- Course à la mer (9-1914)
- Yser (10-1914)
- Messines (10-1914)
- Ypres (10-1914)
- Givenchy (12-1914)
- 1re Champagne (12-1914)
- Hartmannswillerkopf (1-1915)
- Neuve-Chapelle (3-1915)
- 2e Ypres (4-1915)
- Colline 60 (4-1915)
- Artois (5-1915)
- Festubert (5-1915)
- Quennevières (6-1915)
- Linge (7-1915)
- 2e Artois (9-1915)
- 2e Champagne (9-1915)
- Loos (9-1915)
- Verdun (2-1916)
- Redoute Hohenzollern (3-1916)
- Hulluch (4-1916)
- 1re Somme (7-1916)
- Fromelles (7-1916)
- Arras (4-1917)
- Vimy (4-1917)
- Chemin des Dames (4-1917)
- 3e Champagne (4-1917)
- 2e Messines (6-1917)
- Passchendaele (7-1917)
- Cote 70 (8-1917)
- 2e Verdun (8-1917)
- Malmaison (10-1917)
- Cambrai (11-1917)
- Bombardements de Paris (1-1918)
- Offensive du Printemps (3-1918)
- Lys (4-1918)
- Aisne (5-1918)
- Bois Belleau (6-1918)
- 2e Marne (7-1918)
- 4e Champagne (7-1918)
- Château-Thierry (7-1918)
- Le Hamel (7-1918)
- Amiens (8-1918)
- Cent-Jours (8-1918)
- 2e Somme (9-1918)
- Bataille de la ligne Hindenburg
- Meuse-Argonne (10-1918)
- Cambrai (10-1918)

Front italien
Front d'Europe de l’Est
Front des Balkans
Front du Moyen-Orient
Front africain
Bataille de l'Atlantique
La première bataille d'Ypres, aussi connue sous le nom de bataille des Flandres, est la dernière bataille majeure de la première année de la Première Guerre mondiale qui eut lieu à Ypres en Belgique (1914). Elle marque, avec la bataille de l'Yser, la fin de ce que l'on nomma la course à la mer.
Pour les opérations de 1914 de l'armée française, la bataille de l'Yser et la bataille d'Ypres font partie de la première bataille des Flandres.

## Première bataille d'Ypres. Front occidental,Belgique

### Situation
Le général Erich von Falkenhayn, chef d'état-major général, a progressivement renforcé les IVe et VIe armées allemandes autour de la ville d'Ypres, tenue par les Britanniques, afin de pouvoir gagner les ports de Calais et Boulogne. Sur place, les Allemands jouissent d'une supériorité numérique de 6 contre 1 et disposent de plus d'artillerie moyenne et lourde que les Alliés. Mais les Belges et les franco-anglais installent des tranchées. Celles-ci sont, en de nombreux endroits, remplacées par des remblais constitués de sacs de terre, car il n'est pas possible partout de creuser la terre, étant donné que l'état-major belge est parvenu à faire ouvrir les vannes des digues qui protègent de la mer cette région de polders. Aussi l'eau inonde-t-elle le théâtre des opérations, plus bas presque partout que le niveau de la mer. De plus, les Belges complètent leur système défensif en se servant du remblai d'une ligne de chemin de fer surplombant la plaine. Les Allemands, obligés d'attaquer des troupes retranchées, sont handicapés par l'inondation qui, en plusieurs points, recouvre le sol de plus d'un mètre, ce qui va jouer un rôle important dans la suite des opérations.

### Déroulement
- 10 octobre : offensive anglaise, en partant d'Ypres, sur Thourout, offensive française en direction de Roulers.
- 19 octobre : la bataille d'Ypres commence.
- 21 octobre : échec du 3e corps britannique dans la région de Comines, suspension de l'offensive.
- 24 octobre : reprise de l'offensive.
- 29 octobre : progression des troupes françaises vers la forêt d'Houthulst mais violente attaque repoussée par les Anglais à Gheluvelt.
- 30 octobre : nouvelle attaque sur la droite des Anglais et repli. Arrêt de la progression du 9e corps du général Dubois qui envoie au général Haig trois bataillons de zouaves en renfort.
- 31 octobre : le 1er corps anglais est percé mais le général Moussy sauve la situation. Le maréchal French songe à évacuer Ypres.
  - Entrevue au PC du général d'Urbal de Foch et French.
  - Reprise de Gheluvelt (2e régiment du Worcestershire) et de Messines.
- 1er novembre : arrivée de Guillaume II à Thielt pour préparer son « entrée » à Ypres : cinq corps d'armée allemands sur le front de la ville, nouveaux renforts de Joffre à Foch (deux divisions du 20e CA) commandés par le général Hely d'Oissel.
  - Perte de Messines et Wytschaete, reprise de Wytschaete par la 32e DI, relève de troupes anglaises par le 19e CA.
- 2 novembre : perte de Wytschaete par les troupes franco-anglaises.
  - Au sud de Dixmude, progression de l'offensive française.
- 3 novembre : Dixmude résiste à de nouvelles attaques.
  - Région de Woumen-Clerkem, immobilisation des unités allemandes par Humbert (32e CA).
  - Route du mont Kemmel barrée par Moussy, Olleris et Bouchez.
  - Reprise de Wytschaete par la 42e DI.
- 5 novembre : Guillaume II quitte les Flandres pour le Luxembourg.
- 6 novembre : pour le général d'Urbal, l'offensive ennemie est « brisée ».
- 10 novembre : attaque générale allemande.
- 11 novembre : prise de Dixmude par l'armée allemande, mais sans débouché.
  - Les Britanniques, qui subissent le plus fort de l'attaque, parviennent à stopper les Allemands à Ypres.
- 12 novembre : les premières neiges laissent présager la fin des mouvements de l'ennemi dont les assauts s'enlisent dans les eaux boueuses face aux alliés accrochés à leurs positions.
- Le 13 novembre, le 7e de cavalerie, en pointe devant Ypres, cesse d'être continuellement bombardé. Après 17 jours et 17 nuits de combats sans interruption, l'unité a perdu 30 % de ses effectifs.
- 15 novembre : immobilisation des deux partis sur les positions conquises.

### Opérations dedécembre 1914
Malgré la dégradation du temps et le renforcement des défenses allemandes, les Français et les Britanniques lancent une offensive générale depuis la mer du Nord jusqu'à Verdun. Ils pensent, à juste titre, qu'ils sont en supériorité numérique par rapport aux Allemands qui ont dépêché beaucoup de soldats vers le front Est où la résistance russe s'est révélée plus forte que prévu. Mais la bravoure des soldats allemands et l'efficacité de leurs défenses retranchées contraignent les franco-anglais à arrêter leur effort le 14 décembre.
- 4 décembre : enlèvement de la maison du Passeur et prise de Weidendreft (1 km au nord-ouest de Langemarck) par la 11e DI.
- 17 décembre : prise du cabaret Korteker (20e CA).
- 28 décembre : prise de Saint-Georges.

Deux têtes de pont sont établies sur la rive droite de l'Yser.

### La trêve de Noël
À Noël, les soldats du front occidental sont épuisés et choqués par l'étendue des pertes qu'ils ont subies depuis le mois d'août. L'ambiance est morose dans les tranchées et les cantonnements de l'arrière. Mais, au petit matin du 25 décembre, les Britanniques qui tiennent les tranchées autour de la ville belge d'Ypres entendent des chants de Noël provenant des positions ennemies, puis découvrent que des sapins de Noël sont placés le long des tranchées allemandes. Lentement, des groupes de soldats allemands sortent de leurs tranchées et avancent jusqu'au milieu du no man's land, où ils appellent les Britanniques à venir les rejoindre. Les deux camps se rencontrent au milieu d'un paysage dévasté par les obus, échangent des cadeaux, discutent et jouent au football.
Ce genre de trêve se produit à de nombreuses reprises là où les troupes britanniques et allemandes se font face, et la fraternisation se poursuit encore par endroits pendant une semaine jusqu'à ce que les autorités militaires y mettent un frein. Il n'y a cependant pas de trêve dans le secteur où les Français et les Allemands s'affrontent.

### Résultats et conséquence
La première bataille d'Ypres est un succès pour les Alliés, mais son coût est terrible. Les deux camps s'affairent maintenant à consolider leurs positions en aménageant un système de tranchées qui courront bientôt de la mer du Nord à la frontière suisse.
La Première Guerre mondiale ne dure que depuis six mois mais l'étendue des pertes humaines est sans précédent dans l'Histoire. Rien que sur le front occidental, les Français, les Belges et les Britanniques ont perdu plus d'un million d'hommes, dont une grande majorité de Français. Les Allemands comptent environ 675 000 soldats tués, blessés ou disparus au combat.
Sur le front Est, les pertes humaines des deux camps sont encore plus lourdes. Quelque 275 000 Allemands y ont été tués, blessés ou faits prisonniers. Le chiffre atteint un million pour les Austro-Hongrois et 1,8 million pour les Russes. Dans les Balkans, les Austro-Hongrois comptent 225 000 soldats tués, blessés, ou faits prisonniers, tandis que les pertes humaines s'élèvent à 170 000 hommes pour la Serbie.

## Décoration
- YPRES 1914 est inscrit sur le drapeau des régiments cités lors de cette bataille.